# 韓國國家男子排球隊
韓國國家男子排球隊（韓語：대한민국 남자 배구 국가대표팀）是韓國男子排球的國家隊。截至2023年10月，在FIVB世界排名為第28名。最佳成績為1984年夏季奧林匹克運動會排球比賽的第五名。

## 參賽紀錄

### 世界盃
- 1989 — 第7名
- 1989 — 第5名
- 1995 — 第8名
- 1999 — 第7名
- 2003 — 第6名
- 2007 — 第11名

### 世界聯賽
- 2009 — 第14名
- 2010 — 第16名

### 世界大冠軍盃排球賽
- 1993 — 第6名
- 2001 — 第4名

## 外部連結
- 韓國排球協會官方網站